# Arnarsaq
Arnasaq (født ca. 1716, død efter 1778) var en grønlandsk missionsmedhjælper.
Hun er den eneste kvinde som nævnes i tidlige skriftlige grønlandske kilder. Blandt andet skriver Poul Egede om hende i sine beretninger. Poul Egede var søn af Hans Egede, og var Nord-Grønlands første missionær. Han tjenestegjorde i Qasigiannguit i Diskobugten. Arnasaq var også fra dette området.
Arnasaq arbejdede sammen Poul Egede i hans missionærvirksomhed, og lod sig efter tre måneder døbe som kristen. Da Egede begyndte med oversættelsen af Bibelen til grønlandsk hjalp Arnasaq og en af hans andre elever, Hans Punngujooq, ham i dette arbejdet. Hun påvirkende ham stærkt i dette arbejdet, og argumenteret blandt andet imod at oversætte 1. Mosebog på grund af den virkningen denne ville have på grønlænderne. Han startet derfor i stedet med Det Nye Testamente. Poul Egede vendte tilbage til Danmark på grund af en øjesygdom, og tog Arnasaq med sig. Hun blev i Danmark i to år.
Arnasaq nævnes i B.S. Ingemanns roman Kunuk og Naja fra 1842, der hun nævnes som en blid og sød kvinde, men mistænkes for at være en ilisiitsoq, dvs en heks.